# Thai AirAsia
Thai AirAsia (tiếng Thái: ไทยแอร์เอเชีย) là một hãng hàng không thuộc AirAsia (Thai: แอร์เอเชีย) và Thái Lan's Asia Aviation. Hãng có những chuyến bay nội địa và quốc tế xuất phát từ Bangkok, Thái Lan.
Trụ sở chính của hãng được đặt tại Sân bay quốc tế Don Mueang.

## Điểm đến
Tính đến tháng 11 năm 2024, Thai AirAsia đang hoặc đã hoạt động đến các điểm đến sau:
|  | Sân bay căn cứ (Hub)                                   |
|  | Điểm đến theo mùa (Seasonal)                           |
|  | Điểm đến trong tương lai (Future)                      |
|  | Điểm đến quan trọng (Focus City)                       |
|  | Điểm đến chỉ có trong chuyến bay thuê chuyến (Charter) |

| Quốc gia    | Tỉnh/Thành phố        | Sân bay                                    | Ghi chú        |
| ----------- | --------------------- | ------------------------------------------ | -------------- |
| Ấn Độ       | Ahmedabad\|           | Sân bay quốc tế Sardar Vallabhbhai Patel   |                |
| Ấn Độ       | Bengaluru             | Sân bay quốc tế Kempegowda                 |                |
| Ấn Độ       | Chennai               | Sân bay quốc tế Chennai                    |                |
| Ấn Độ       | Gaya                  | Sân bay Gaya                               | Theo mùa       |
| Ấn Độ       | Guwahati              | Sân bay quốc tế Lokpriya Gopinath Bordoloi |                |
| Ấn Độ       | Hyderabad             | Sân bay quốc tế Rajiv Gandhi               |                |
| Ấn Độ       | Jaipur                | Sân bay Jaipur                             |                |
| Ấn Độ       | Kochi                 | Sân bay quốc tế Cochin                     |                |
| Ấn Độ       | Kolkata               | Sân bay quốc tế Netaji Subhas Chandra Bose |                |
| Ấn Độ       | Lucknow               | Sân bay quốc tế Amausi                     |                |
| Ấn Độ       | Tiruchirappalli       | Sân bay quốc tế Tiruchirappalli            |                |
| Ấn Độ       | Visakhapatnam         | Sân bay Visakhapatnam                      |                |
| Bangladesh  | Dhaka                 | Sân bay quốc tế Shahjalal                  |                |
| Campuchia   | Phnôm Pênh            | Sân bay quốc tế Phnôm Pênh                 |                |
| Campuchia   | Xiêm Riệp             | Sân bay quốc tế Siem Reap–Angkor           |                |
| Đài Loan    | Đài Bắc               | Sân bay quốc tế Đào Viên Đài Loan          |                |
| Hồng Kông   | Hồng Kông             | Sân bay quốc tế Hồng Kông                  |                |
| Indonesia   | Denpasar              | Sân bay quốc tế Ngurah Rai                 |                |
| Lào         | Luang Prabang         | Sân bay quốc tế Luang Prabang              |                |
| Lào         | Viêng Chăn            | Sân bay quốc tế Wattay                     |                |
| Macao       | Macao                 | Sân bay quốc tế Ma Cao                     |                |
| Malaysia    | Johor Bahru           | Sân bay quốc tế Senai                      |                |
| Malaysia    | Kuala Lumpur          | Sân bay quốc tế Kuala Lumpur               |                |
| Malaysia    | Penang                | Sân bay quốc tế Penang                     |                |
| Maldives    | Malé                  | Sân bay quốc tế Ibrahim Nasir              |                |
| Nepal       | Bhairahawa            | Sân bay Gautam Buddha                      |                |
| Nepal       | Kathmandu             | Sân bay quốc tế Tribhuvan                  |                |
| Nhật Bản    | Fukuoka               | Sân bay Fukuoka                            |                |
| Nhật Bản    | Okinawa               | Sân bay Naha                               |                |
| Nhật Bản    | Tokyo                 | Sân bay quốc tế Narita                     |                |
| Philippines | Manila                | Sân bay quốc tế Ninoy Aquino               |                |
| Singapore   | Singapore             | Sân bay Changi Singapore                   |                |
| Sri Lanka   | Colombo               | Sân bay quốc tế Bandaranaike               |                |
| Thái Lan    | Bangkok               | Sân bay quốc tế Don Mueang                 | Sân bay căn cứ |
| Thái Lan    | Bangkok               | Sân bay quốc tế Suvarnabhumi               | Sân bay căn cứ |
| Thái Lan    | Buriram               | Sân bay Buriram                            |                |
| Thái Lan    | Chiang Mai            | Sân bay quốc tế Chiang Mai                 | Sân bay căn cứ |
| Thái Lan    | Chiang Rai            | Sân bay quốc tế Chiang Rai                 | Sân bay căn cứ |
| Thái Lan    | Chumphon              | Sân bay Chumphon                           |                |
| Thái Lan    | Hat Yai               | Sân bay quốc tế Hat Yai                    | Sân bay căn cứ |
| Thái Lan    | Hua Hin               | Sân bay Hua Hin                            |                |
| Thái Lan    | Khon Kaen             | Sân bay Khon Kaen                          |                |
| Thái Lan    | Krabi                 | Sân bay Krabi                              | Sân bay căn cứ |
| Thái Lan    | Lampang               | Sân bay Lampang                            |                |
| Thái Lan    | Loei                  | Sân bay Loei                               |                |
| Thái Lan    | Nakhon Si Thammarat   | Sân bay Nakhon Si Thammarat                |                |
| Thái Lan    | Nakhon Phanom         | Sân bay Nakhon Phanom                      |                |
| Thái Lan    | Nan                   | Sân bay Nan                                |                |
| Thái Lan    | Narathiwat            | Sân bay Narathiwat                         |                |
| Thái Lan    | Phuket                | Sân bay quốc tế Phuket                     | Sân bay căn cứ |
| Thái Lan    | Phitsanulok           | Sân bay Phitsanulok                        |                |
| Thái Lan    | Ranong                | Sân bay Ranong                             |                |
| Thái Lan    | Roi Et                | Sân bay Roi Et                             |                |
| Thái Lan    | Sakon Nakhon          | Sân bay Sakon Nakhon                       |                |
| Thái Lan    | Surat Thani           | Sân bay Surat Thani                        |                |
| Thái Lan    | Trang                 | Sân bay Trang                              |                |
| Thái Lan    | Ubon Ratchathani      | Sân bay Ubon Ratchathani                   |                |
| Thái Lan    | Udon Thani            | Sân bay quốc tế Udon Thani                 |                |
| Trung Quốc  | Bắc Kinh              | Sân bay quốc tế Đại Hưng Bắc Kinh          |                |
| Trung Quốc  | Côn Minh              | Sân bay quốc tế Trường Thủy Côn Minh       |                |
| Trung Quốc  | Hàng Châu             | Sân bay quốc tế Tiêu Sơn Hàng Châu         |                |
| Trung Quốc  | Nam Kinh              | Sân bay quốc tế Lộc Khẩu Nam Kinh          |                |
| Trung Quốc  | Nam Xương             | Sân bay quốc tế Xương Bắc Nam Xương        |                |
| Trung Quốc  | Ninh Ba               | Sân bay quốc tế Lịch Xã Ninh Ba            | Theo mùa       |
| Trung Quốc  | Quảng Châu            | Sân bay quốc tế Bạch Vân Quảng Châu        |                |
| Trung Quốc  | Tam Á                 | Sân bay quốc tế Phượng Hoàng Tam Á         |                |
| Trung Quốc  | Tây An                | Sân bay quốc tế Hàm Dương Tây An           |                |
| Trung Quốc  | Thâm Quyến            | Sân bay quốc tế Bảo An Thâm Quyến          |                |
| Trung Quốc  | Thành Đô              | Sân bay quốc tế Thiên Phủ Thành Đô         |                |
| Trung Quốc  | Trường Sa             | Sân bay quốc tế Hoàng Hoa Trường Sa        |                |
| Trung Quốc  | Trùng Khánh           | Sân bay quốc tế Giang Bắc Trùng Khánh      |                |
| Trung Quốc  | Vũ Hán                | Sân bay quốc tế Thiên Hà Vũ Hán            |                |
| Trung Quốc  | Yết Dương             | Sân bay quốc tế Triều Sán Yết Dương        |                |
| Việt Nam    | Cần Thơ               | Sân bay quốc tế Cần Thơ                    |                |
| Việt Nam    | Đà Nẵng               | Sân bay quốc tế Đà Nẵng                    |                |
| Việt Nam    | Hà Nội                | Sân bay quốc tế Nội Bài                    |                |
| Việt Nam    | Nha Trang             | Sân bay quốc tế Cam Ranh                   |                |
| Việt Nam    | Phú Quốc              | Sân bay quốc tế Phú Quốc                   |                |
| Việt Nam    | Thành phố Hồ Chí Minh | Sân bay quốc tế Tân Sơn Nhất               |                |

## Đội bay

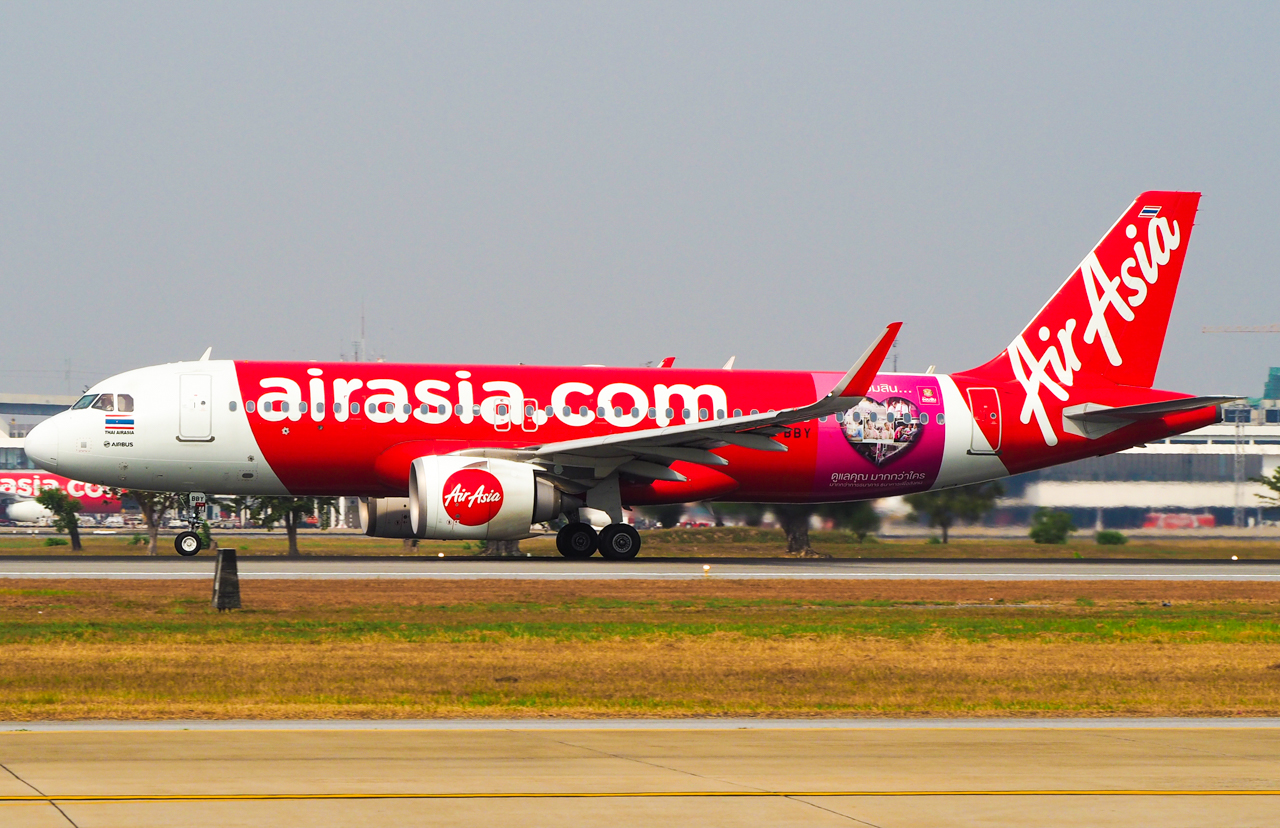
Airbus A320neo

### Đội bay hiện tại
Độ tuổi trung bình đội bay tính đến tháng 1 năm 2025 là 10.5 năm.
Tính đến tháng 1 năm 2025:
| Máy bay            | Đang hoạt động | Đặt hàng | Hành khách | Ghi chú |
| ------------------ | -------------- | -------- | ---------- | ------- |
| Airbus A320-200    | 44             | –        | 180        |         |
| Airbus A320neo     | 11             | –        | 186        |         |
| Airbus A321neo ACF | 5              | 5        | 236        |         |
| Tổng cộng          | 60             | 5        |            |         |

### Đội bay dừng hoạt động
| Máy bay        | Tổng cộng | Năm khai thác | Năm dừng hoạt động | Máy bay thay thế | Ghi chú |
| -------------- | --------- | ------------- | ------------------ | ---------------- | ------- |
| Boeing 737-300 | 14        | 2004          | 2010               | Airbus A320-200  |         |